# Roy Carroll
Roy Eric Carroll (Enniskillen, 30 settembre 1977) è un allenatore di calcio e calciatore nordirlandese, di ruolo portiere del Ballinamallard United e preparatore dei portieri dell'Irlanda del Nord.

## Carriera

### Club
Muove i suoi primi passi nelle giovanili dell'Hull City, prima di trasferirsi al Wigan nel 1997. Il 27 luglio 2001 firma un quadriennale con il Manchester Utd. Esordisce in Premier League il 26 agosto 2001 contro l'Aston Villa. Il 31 ottobre esordisce in Champions League contro il Lilla nell'ultima giornata della fase a gironi. L'esperienza a Manchester - in cui si è alternato tra i pali a Fabien Barthez e Tim Howard - caratterizzata da alcuni errori, si conclude nel 2005.
Ha giocato poi per il West Ham Utd e per i Rangers. Il 27 gennaio 2012 firma un contratto di un anno e mezzo con i greci dell'Olympiacos.
Il 4 agosto 2014 torna in Inghilterra, firmando un contratto annuale con il Notts County. Il 24 maggio 2016 viene tesserato dal Linfield. Il 29 maggio 2019 - alle prese con un grave infortunio al ginocchio - lascia la società in scadenza di contratto.

### Nazionale
Esordisce in nazionale il 21 maggio 1997 in un'amichevole disputata a Bangkok contro la Thailandia, subentrando nella ripresa al posto di Aidan Davison. Il 21 maggio 2012 il CT O'Neill decide di convocarlo in vista dell'amichevole contro i Paesi Bassi - disputerà i secondi 45' di gara, subentrando a inizio ripresa al posto di Lee Camp - tornando in nazionale a distanza di sei anni dalla sua ultima apparizione.
Viene convocato per gli Europei 2016 in Francia, in qualità di secondo portiere alle spalle di Michael McGovern.

## Statistiche

### Presenze e reti nei club
Statistiche aggiornate al 29 maggio 2021.
| Stagione                 | Squadra                  | Campionato               | Campionato | Campionato | Coppe nazionali | Coppe nazionali | Coppe nazionali | Coppe continentali | Coppe continentali | Coppe continentali | Altre coppe | Altre coppe | Altre coppe | Totale | Totale |
| Stagione                 | Squadra                  | Comp                     | Pres       | Reti       | Comp            | Pres            | Reti            | Comp               | Pres               | Reti               | Comp        | Pres        | Reti        | Pres   | Reti   |
| ------------------------ | ------------------------ | ------------------------ | ---------- | ---------- | --------------- | --------------- | --------------- | ------------------ | ------------------ | ------------------ | ----------- | ----------- | ----------- | ------ | ------ |
| 1995-1996                | Hull City                | SD                       | 23         | -38        | FACup+CdL       | 0               | 0               | -                  | -                  | -                  | FLT         | 0           | 0           | 23     | -38    |
| 1996-gen. 1997           | Hull City                | TD                       | 23         | -19        | FACup+CdL       | 1+2             | -5 + -5         | -                  | -                  | -                  | FLT         | 1           | -1          | 27     | -30    |
| Totale Hull City         | Totale Hull City         | Totale Hull City         | 46         | -57        |                 | 3               | -10             |                    | -                  | -                  |             | 1           | -1          | 50     | -68    |
| gen.-giu. 1997           | Wigan                    | TD                       | 0          | 0          | FACup+CdL       | -               | -               | -                  | -                  | -                  | FLT         | -           | -           | 0      | 0      |
| 1997-1998                | Wigan                    | SD                       | 29         | -34        | FACup+CdL       | 2+1             | -5 + -1         | -                  | -                  | -                  | FLT         | 2           | -1          | 34     | -41    |
| 1998-1999                | Wigan                    | SD                       | 43+2       | -43 + -2   | FACup+CdL       | 3+4             | -4 + -4         | -                  | -                  | -                  | FLT         | 7           | -2          | 59     | -55    |
| 1999-2000                | Wigan                    | SD                       | 34         | -23        | FACup+CdL       | 2+3             | -2 + -3         | -                  | -                  | -                  | FLT         | 2           | -3          | 41     | -31    |
| 2000-2001                | Wigan                    | SD                       | 29+2       | -24 + -2   | FACup+CdL       | 1+3             | -1 + -1         | -                  | -                  | -                  | FLT         | 0           | 0           | 35     | -28    |
| Totale Wigan             | Totale Wigan             | Totale Wigan             | 135+4      | -124 + -4  |                 | 19              | -21             |                    | -                  | -                  |             | 11          | -6          | 169    | -155   |
| 2001-2002                | Manchester United        | PL                       | 7          | -2         | FACup+CdL       | 1+1             | -2 + -4         | UCL                | 1                  | -1                 | CS          | 0           | 0           | 10     | -9     |
| 2002-2003                | Manchester United        | PL                       | 10         | -6         | FACup+CdL       | 1+2             | -1 + -0         | UCL                | 3                  | -2                 | -           | -           | -           | 16     | -9     |
| 2003-2004                | Manchester United        | PL                       | 6          | -4         | FACup+CdL       | 3+2             | 0 + -4          | UCL                | 1                  | 0                  | CS          | 0           | 0           | 12     | -8     |
| 2004-2005                | Manchester United        | PL                       | 26         | -16        | FACup+CdL       | 3+0             | 0               | UCL                | 5                  | -5                 | CS          | 0           | 0           | 34     | -21    |
| Totale Manchester United | Totale Manchester United | Totale Manchester United | 49         | -28        |                 | 13              | -11             |                    | 10                 | -8                 |             | 0           | 0           | 72     | -47    |
| 2005-2006                | West Ham                 | PL                       | 19         | -28        | FACup+CdL       | 0               | 0               | -                  | -                  | -                  | -           | -           | -           | 19     | -28    |
| 2006-2007                | West Ham                 | PL                       | 12         | -20        | FACup+CdL       | 2+0             | -1              | CU                 | 2                  | -4                 | -           | -           | -           | 16     | -25    |
| Totale West Ham          | Totale West Ham          | Totale West Ham          | 31         | -48        |                 | 2               | -1              |                    | 2                  | -4                 |             | -           | -           | 35     | -53    |
| 2007-gen. 2008           | Rangers                  | SPL                      | 0          | 0          | SC+CdL          | 0+1             | 0               | UCL                | 0                  | 0                  | -           | -           | -           | 1      | 0      |
| gen.-giu. 2008           | Derby County             | PL                       | 14         | -38        | FACup+CdL       | 0               | 0               | -                  | -                  | -                  | -           | -           | -           | 14     | -38    |
| 2008-2009                | Derby County             | FLC                      | 16         | -20        | FACup+CdL       | 1+7             | -3 + -7         | -                  | -                  | -                  | -           | -           | -           | 24     | -30    |
| Totale Derby County      | Totale Derby County      | Totale Derby County      | 30         | -58        |                 | 8               | -10             |                    | -                  | -                  |             | -           | -           | 38     | -68    |
| 2009-2010                | Odense                   | SL                       | 28         | -28        | CD              | 3               | -4              | UEL                | 2                  | -4                 | -           | -           | -           | 33     | -36    |
| 2010-2011                | Odense                   | SL                       | 18         | -25        | CD              | 0               | 0               | UEL                | 8                  | -9                 | -           | -           | -           | 26     | -34    |
| Totale Odense            | Totale Odense            | Totale Odense            | 46         | -53        |                 | 3               | -4              |                    | 10                 | -13                |             | -           | -           | 59     | -70    |
| 2011-gen. 2012           | OFI Creta                | SL                       | 16         | -15        | CG              | 0               | 0               | -                  | -                  | -                  | -           | -           | -           | 16     | -15    |
| gen.-giu. 2012           | Olympiacos               | SL                       | 2          | 0          | CG              | 3               | -1              | UEL                | 2                  | 0                  | -           | -           | -           | 7      | -1     |
| 2012-2013                | Olympiacos               | SL                       | 16         | -10        | CG              | 6               | -4              | UCL+UEL            | 4+1                | -4 + -1            | -           | -           | -           | 27     | -19    |
| 2013-2014                | Olympiacos               | SL                       | 0          | 0          | CG              | 0               | 0               | UCL                | 0                  | 0                  | -           | -           | -           | 0      | 0      |
| Totale Olympiakos        | Totale Olympiakos        | Totale Olympiakos        | 18         | -10        |                 | 9               | -5              |                    | 7                  | -5                 |             | -           | -           | 34     | -20    |
| 2014-2015                | Notts County             | FL1                      | 45         | -61        | FACup+CdL       | 2+1             | -2 + -3         | -                  | -                  | -                  | FLT         | 2           | -1          | 50     | -67    |
| 2015-2016                | Notts County             | FL2                      | 32         | -55        | FACup+CdL       | 1+2             | -2 + -6         | -                  | -                  | -                  | FLT         | 0           | 0           | 35     | -63    |
| Totale Notts County      | Totale Notts County      | Totale Notts County      | 77         | -116       |                 | 6               | -13             |                    | -                  | -                  |             | 2           | -1          | 85     | -130   |
| 2016-2017                | Linfield                 | PL                       | 30+5       | -21 + -2   | IC+CdL          | 4+1             | 0 + -4          | UEL                | 2                  | -2                 | -           | -           | -           | 42     | -29    |
| 2017-2018                | Linfield                 | PL                       | 23+5       | -26 + -8   | IC+CdL          | 0+1             | 0 + -2          | UCL                | 4                  | -6                 | CS          | 1           | -1          | 34     | -43    |
| 2018-2019                | Linfield                 | PL                       | 25         | -12        | IC+CdL          | 0+1             | 0+0             | -                  | -                  | -                  | -           | -           | -           | 26     | -12    |
| Totale Linfield          | Totale Linfield          | Totale Linfield          | 78+10      | -59 + -10  |                 | 7               | -6              |                    | 6                  | -8                 |             | 1           | -1          | 102    | -84    |
| 2020-2021                | Dungannon Swifts         | PL                       | 16+4       | -28 + -8   | IC              | 1               | -5              | -                  | -                  | -                  | -           | -           | -           | 21     | -41    |
| Totale carriera          | Totale carriera          | Totale carriera          | 556+4      | -611 + -8  |                 | 72              | -86             |                    | 35                 | -38                |             | 15          | -9          | 682    | -752   |

### Cronologia presenze e reti in nazionale
| Cronologia completa delle presenze e delle reti in nazionale ― Irlanda del Nord | Cronologia completa delle presenze e delle reti in nazionale ― Irlanda del Nord | Cronologia completa delle presenze e delle reti in nazionale ― Irlanda del Nord | Cronologia completa delle presenze e delle reti in nazionale ― Irlanda del Nord | Cronologia completa delle presenze e delle reti in nazionale ― Irlanda del Nord | Cronologia completa delle presenze e delle reti in nazionale ― Irlanda del Nord | Cronologia completa delle presenze e delle reti in nazionale ― Irlanda del Nord | Cronologia completa delle presenze e delle reti in nazionale ― Irlanda del Nord |
| Data                                                                            | Città                                                                           | In casa                                                                         | Risultato                                                                       | Ospiti                                                                          | Competizione                                                                    | Reti                                                                            | Note                                                                            |
| ------------------------------------------------------------------------------- | ------------------------------------------------------------------------------- | ------------------------------------------------------------------------------- | ------------------------------------------------------------------------------- | ------------------------------------------------------------------------------- | ------------------------------------------------------------------------------- | ------------------------------------------------------------------------------- | ------------------------------------------------------------------------------- |
| 21-5-1997                                                                       | Bangkok                                                                         | Thailandia                                                                      | 0 – 0                                                                           | Irlanda del Nord                                                                | Amichevole                                                                      | -                                                                               | 46’                                                                             |
| 29-5-1999                                                                       | Dublino                                                                         | Irlanda                                                                         | 0 – 1                                                                           | Irlanda del Nord                                                                | Amichevole                                                                      | -                                                                               | 46’                                                                             |
| 23-2-2000                                                                       | Lussemburgo                                                                     | Lussemburgo                                                                     | 1 – 3                                                                           | Irlanda del Nord                                                                | Amichevole                                                                      | -1                                                                              | 75’                                                                             |
| 28-3-2000                                                                       | Ta' Qali                                                                        | Malta                                                                           | 0 – 3                                                                           | Irlanda del Nord                                                                | Amichevole                                                                      | -                                                                               | 86’                                                                             |
| 2-9-2000                                                                        | Belfast                                                                         | Irlanda del Nord                                                                | 1 – 0                                                                           | Malta                                                                           | Qual. Mondiali 2002                                                             | -                                                                               |                                                                                 |
| 7-10-2000                                                                       | Belfast                                                                         | Irlanda del Nord                                                                | 1 – 1                                                                           | Danimarca                                                                       | Qual. Mondiali 2002                                                             | -1                                                                              |                                                                                 |
| 11-10-2000                                                                      | Reykjavík                                                                       | Islanda                                                                         | 1 – 0                                                                           | Irlanda del Nord                                                                | Qual. Mondiali 2002                                                             | -1                                                                              |                                                                                 |
| 24-3-2001                                                                       | Belfast                                                                         | Irlanda del Nord                                                                | 0 – 1                                                                           | Rep. Ceca                                                                       | Qual. Mondiali 2002                                                             | -1                                                                              |                                                                                 |
| 28-3-2001                                                                       | Sofia                                                                           | Bulgaria                                                                        | 4 – 3                                                                           | Irlanda del Nord                                                                | Qual. Mondiali 2002                                                             | -4                                                                              |                                                                                 |
| 27-3-2002                                                                       | Vaduz                                                                           | Liechtenstein                                                                   | 0 – 0                                                                           | Irlanda del Nord                                                                | Amichevole                                                                      | -                                                                               | 46’                                                                             |
| 17-4-2002                                                                       | Belfast                                                                         | Irlanda del Nord                                                                | 0 – 5                                                                           | Spagna                                                                          | Amichevole                                                                      | -4                                                                              | 46’                                                                             |
| 12-2-2003                                                                       | Belfast                                                                         | Irlanda del Nord                                                                | 0 – 1                                                                           | Finlandia                                                                       | Amichevole                                                                      | -1                                                                              | 46’                                                                             |
| 3-6-2003                                                                        | Campobasso                                                                      | Italia                                                                          | 2 – 0                                                                           | Irlanda del Nord                                                                | Amichevole                                                                      | -1                                                                              | 55’                                                                             |
| 28-4-2004                                                                       | Belfast                                                                         | Irlanda del Nord                                                                | 1 – 1                                                                           | Serbia e Montenegro                                                             | Amichevole                                                                      | -                                                                               | 46’                                                                             |
| 18-8-2004                                                                       | Zurigo                                                                          | Svizzera                                                                        | 0 – 0                                                                           | Irlanda del Nord                                                                | Amichevole                                                                      | -                                                                               |                                                                                 |
| 13-10-2004                                                                      | Belfast                                                                         | Irlanda del Nord                                                                | 3 – 3                                                                           | Austria                                                                         | Qual. Mondiali 2006                                                             | -3                                                                              |                                                                                 |
| 9-2-2005                                                                        | Belfast                                                                         | Irlanda del Nord                                                                | 0 – 1                                                                           | Canada                                                                          | Amichevole                                                                      | -                                                                               | 46’                                                                             |
| 16-8-2006                                                                       | Helsinki                                                                        | Finlandia                                                                       | 1 – 2                                                                           | Irlanda del Nord                                                                | Amichevole                                                                      | -1                                                                              | 46’ 85’                                                                         |
| 6-9-2006                                                                        | Belfast                                                                         | Irlanda del Nord                                                                | 3 – 2                                                                           | Spagna                                                                          | Qual. Euro 2008                                                                 | -                                                                               | 12’                                                                             |
| 2-6-2012                                                                        | Amsterdam                                                                       | Paesi Bassi                                                                     | 6 – 0                                                                           | Irlanda del Nord                                                                | Amichevole                                                                      | -2                                                                              | 46’                                                                             |
| 15-8-2012                                                                       | Belfast                                                                         | Irlanda del Nord                                                                | 3 – 3                                                                           | Finlandia                                                                       | Amichevole                                                                      | -2                                                                              | 46’                                                                             |
| 7-9-2012                                                                        | Mosca                                                                           | Russia                                                                          | 2 – 0                                                                           | Irlanda del Nord                                                                | Qual. Mondiali 2014                                                             | -2                                                                              |                                                                                 |
| 11-9-2012                                                                       | Belfast                                                                         | Irlanda del Nord                                                                | 1 – 1                                                                           | Lussemburgo                                                                     | Qual. Mondiali 2014                                                             | -1                                                                              |                                                                                 |
| 16-10-2012                                                                      | Porto                                                                           | Portogallo                                                                      | 1 – 1                                                                           | Irlanda del Nord                                                                | Qual. Mondiali 2014                                                             | -1                                                                              |                                                                                 |
| 14-11-2012                                                                      | Belfast                                                                         | Irlanda del Nord                                                                | 1 – 1                                                                           | Azerbaigian                                                                     | Qual. Mondiali 2014                                                             | -1                                                                              |                                                                                 |
| 26-3-2013                                                                       | Belfast                                                                         | Irlanda del Nord                                                                | 0 – 2                                                                           | Israele                                                                         | Qual. Mondiali 2014                                                             | -2                                                                              |                                                                                 |
| 14-8-2013                                                                       | Belfast                                                                         | Irlanda del Nord                                                                | 1 – 0                                                                           | Russia                                                                          | Qual. Mondiali 2014                                                             | -                                                                               |                                                                                 |
| 6-9-2013                                                                        | Belfast                                                                         | Irlanda del Nord                                                                | 2 – 4                                                                           | Portogallo                                                                      | Qual. Mondiali 2014                                                             | -4                                                                              | 62’                                                                             |
| 10-9-2013                                                                       | Lussemburgo                                                                     | Lussemburgo                                                                     | 3 – 2                                                                           | Irlanda del Nord                                                                | Qual. Mondiali 2014                                                             | -3                                                                              |                                                                                 |
| 11-10-2013                                                                      | Baku                                                                            | Azerbaigian                                                                     | 2 – 0                                                                           | Irlanda del Nord                                                                | Qual. Mondiali 2014                                                             | -2                                                                              |                                                                                 |
| 15-10-2013                                                                      | Ramat Gan                                                                       | Israele                                                                         | 1 – 1                                                                           | Irlanda del Nord                                                                | Qual. Mondiali 2014                                                             | -1                                                                              |                                                                                 |
| 15-11-2013                                                                      | Adana                                                                           | Turchia                                                                         | 1 – 0                                                                           | Irlanda del Nord                                                                | Amichevole                                                                      | -1                                                                              | 46’                                                                             |
| 5-3-2014                                                                        | Nicosia                                                                         | Cipro                                                                           | 0 – 0                                                                           | Irlanda del Nord                                                                | Amichevole                                                                      | -                                                                               | 46’                                                                             |
| 30-5-2014                                                                       | Montevideo                                                                      | Uruguay                                                                         | 1 – 0                                                                           | Irlanda del Nord                                                                | Amichevole                                                                      | -1                                                                              |                                                                                 |
| 4-6-2014                                                                        | Valparaíso                                                                      | Cile                                                                            | 2 – 0                                                                           | Irlanda del Nord                                                                | Amichevole                                                                      | -2                                                                              |                                                                                 |
| 7-9-2014                                                                        | Budapest                                                                        | Ungheria                                                                        | 1 – 2                                                                           | Irlanda del Nord                                                                | Qual. Euro 2016                                                                 | -1                                                                              |                                                                                 |
| 11-10-2014                                                                      | Belfast                                                                         | Irlanda del Nord                                                                | 2 – 0                                                                           | Fær Øer                                                                         | Qual. Euro 2016                                                                 | -                                                                               |                                                                                 |
| 14-10-2014                                                                      | Il Pireo                                                                        | Grecia                                                                          | 0 – 2                                                                           | Irlanda del Nord                                                                | Qual. Euro 2016                                                                 | -                                                                               |                                                                                 |
| 14-11-2014                                                                      | Bucarest                                                                        | Romania                                                                         | 2 – 0                                                                           | Irlanda del Nord                                                                | Qual. Euro 2016                                                                 | -2                                                                              |                                                                                 |
| 29-3-2015                                                                       | Belfast                                                                         | Irlanda del Nord                                                                | 2 – 1                                                                           | Finlandia                                                                       | Qual. Euro 2016                                                                 | -1                                                                              |                                                                                 |
| 31-5-2015                                                                       | Crewe                                                                           | Irlanda del Nord                                                                | 1 – 1                                                                           | Qatar                                                                           | Amichevole                                                                      | -                                                                               | 46’                                                                             |
| 13-11-2015                                                                      | Belfast                                                                         | Irlanda del Nord                                                                | 1 – 0                                                                           | Lettonia                                                                        | Amichevole                                                                      | -                                                                               | 46’                                                                             |
| 28-3-2016                                                                       | Belfast                                                                         | Irlanda del Nord                                                                | 1 – 0                                                                           | Slovenia                                                                        | Amichevole                                                                      | -                                                                               |                                                                                 |
| 27-5-2016                                                                       | Belfast                                                                         | Irlanda del Nord                                                                | 3 – 0                                                                           | Bielorussia                                                                     | Amichevole                                                                      | -                                                                               | 46’                                                                             |
| 2-6-2017                                                                        | Belfast                                                                         | Irlanda del Nord                                                                | 1 – 0                                                                           | Nuova Zelanda                                                                   | Amichevole                                                                      | -                                                                               | 84’                                                                             |
| Totale                                                                          |                                                                                 | Presenze                                                                        | 45                                                                              |                                                                                 | Reti                                                                            | -47                                                                             |                                                                                 |

## Palmarès

### Club
- Third Division: 1

Wigan: 1996-1997
- Football League Trophy: 1

Wigan: 1998-1999
- Campionato inglese: 1

Manchester United: 2002-2003
- Community Shield: 1

Manchester United: 2003
- Coppa d'Inghilterra: 1

Manchester United: 2003-2004
- Campionato greco: 3

Olympiakos: 2011-2012, 2012-2013, 2013-2014
- Coppa di Grecia: 2

Olympiakos: 2011-2012, 2012-2013
- Campionato nordirlandese: 1

Linfield: 2016-2017
- Irish Cup: 1

Linfield: 2016-2017
- IFA Charity Shield: 1

Linfield: 2017

### Individuale
- Second Division PFA Team of the Year: 1[25]

1999-2000
- Miglior portiere dell'anno nel campionato danese: 1[25]

Odense: 2009
- NIFWA Goalkeeper of the Year: 1[25]

2017